# 莫里西国家公园
莫里西国家公园（法语：Parc national de la Mauricie），位于加拿大魁北克省莫里西区。公园全境在加拿大地盾南部与圣劳伦斯河低地的边界，占地面积536平方公里。